# Juan de San Millán
Juan de San Millán, nacido en 1492 en el lugar de Barrionuevo del Valle, ayuntamiento de San Millán de la Cogolla, en la Rioja. Empezó los estudios mayores en el colegio de Sigüenza y los remató en el Colegio Mayor de San Bartolomé, de la Universidad de Salamanca.
Fue obispo de la diócesis de Tuy de 1547 a 1564, tiempo en el que participó en el Concilio de Trento, personalmente en una de las primeras sesiones y por procurador en la sesión final. Fue después obispo de León. Murió el 11 de abril de 1578 y está enterrado en la capilla mayor del Colegio de los Jesuitas de León.